# Zmarły w chwili przybycia
Zmarły w chwili przybycia (tyt oryg. D.O.A.) – amerykański film z 1950 roku w reżyserii Rudolpha Maté.

## Opis fabuły
Po nocy spędzonej w San Francisco, Frank Bigelow (Edmond O’Brien) dowiaduje się od doktora, że podano mu truciznę i pozostało mu jedynie kilka dni życia. Bigelow rozpoczyna wówczas poszukiwania człowieka, który chciał go uśmiercić.

## Obsada
|  | Edmond O’Brien – Frank Bigelow |  | Pamela Britton – Paula Gibson                     |
|  | Luther Adler – Majak           |  | Lynn Baggett – pani Phillips                      |
|  | William Ching – Halliday       |  | Henry Hart – Stanley Phillips                     |
|  | Beverly Garland – panna Foster |  | Neville Brand – Chester                           |
|  | Laurette Luez – Marla Rakubian |  | Virginia Lee – Jeannie (niewymieniona w czołówce) |

## Wyróżnienia
| Rok wpisania | National Film Registry |
| ------------ | --- |
| 2004         | Lista filmów budujących dziedzictwo kulturalne Stanów Zjednoczonych utworzona przez National Film Preservation Board i przechowywana w Bibliotece Kongresu |